# Andira legalis
Andira legalis là một loài thực vật có hoa trong họ Đậu. Loài này được (Vell.) Toledo miêu tả khoa học đầu tiên.